# Hradište (Jaworniki)
Hradište(636 m) – szczyt pasma górskiego Jaworniki w Zewnętrznych Karpatach Zachodnich, na Słowacji.
Hradište znajduje się na południowo-wschodnim krańcu Jaworników, w wielkim zakolu rzeki Wag. Jego wschodni grzbiet opada w widły Wagu i rzeki Popradnianka, u jego podnóży znajdują się Šebešťanová i Podvažie, będące częściami miasta Powaska Bystrzyca. U podnóży stoku północnego znajduje się wieś Jasenica, stok zachodni opada stromo do przełęczy Klapy. Masyw Hradište jest porośnięty lasem, ale rejon przełęczy Klapy jest bezleśny.